# Quinta del Recuerdo

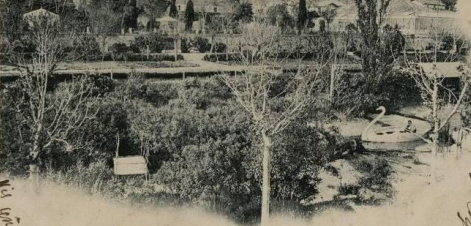
Detalle de una postal del colegio de Nuestra Señora del Recuerdo hacia 1885, en que se muestran los jardines de la antigua quinta del Recuerdo, incluyendo el estanque de la terraza inferior o huerta.

La Quinta del Recuerdo fue una finca de recreo propiedad de los duques de Pastrana y cedida después a la Compañía de Jesús para formar el colegio de Nuestra Señora del recuerdo en Chamartín de la Rosa (Madrid).

## Historia
Las primeras noticias sobre la finca corresponden al último cuarto del siglo XVI. Desde alrededor de 1550 perteneció la finca a don Francisco de Garnica, contador mayor de Felipe II y consejero de su consejo de Estado. El 22 de diciembre de 1577, en escritura pública dada en Madrid y representado por Cristóbal de Riaño, vendió la casa y güerta de Chamartín a Diego Hurtado de Mendoza, príncipe de Mélito.
La traza y formación de los jardines se debe a Agustín de Pedrosa y Juan de Herrera. Hacia 1621 continuaban los trabajos en los jardines, por orden de quien era entonces era su propietario Ruy Gómez de Silva y Mendoza, III duque de Pastrana y IV de Francavilla. El 25 de junio de ese año de 1621, encargaba a unos maestros picapedreros la realización de las escaleras del jardín incluyendo los pedestales con bolas al gusto herreriano que aún se conservan.

En 1653, Rodrigo Díaz de Vivar de Silva y Mendoza, IV duque de Pastrana, enajenó la propiedad a favor del licenciado Juan Díaz de Camargo, cura de la iglesia parroquial de la Asunción de Algete. Este último vendería la propiedad dos años después a favor del magistrado Juan de Góngora, I marqués de Almodóvar del Río. Es utilizaba la quinta de forma habitual.En enero de 1658, Jerónimo de Barrionuevo recoge en sus Avisos que:
La Condesa de Castrillo [Juana de Avellaneda y Haro, III condesa de Castrillo] se ha ido á vivir á Chamartín, un cuarto de legua de Madrid, en un gran Palacio que allí hay de D. Juan de Góngora, cosa grande.
La casa de Pastrana recupera la posesión por medio de Catalina Mendoza y Sandoval, VIII duquesa del Infantado y viuda de Rodrigo Díaz de Vivar de Silva y Mendoza, IV duque de Pastrana; acabaría comprando la propiedad así como la villa de Chamartín con su señorío en 1679 a Luisa de Góngora viuda y sobrina de Juan de Góngora, I marqués de Almodóvar del Río. La compra se cerró por 40.000 ducados.

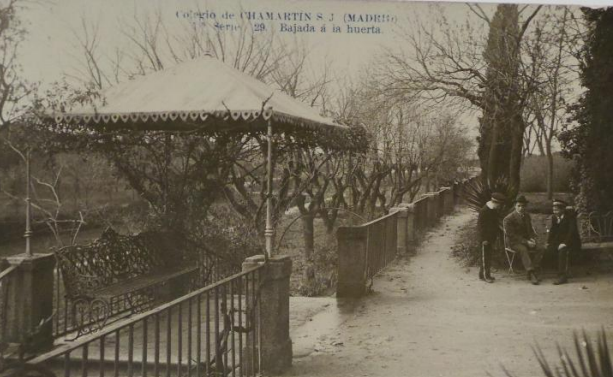
Vista de los jardines de la quinta, hacia 1885, cinco años después de ser ya colegio.

En el siglo XVIII el Catastro de Ensenada recoge la propiedad bajo el nombre de El Bosque, que contaba con 900 fanegas de extensión, palacios y jardines, y varias fanegas de huertas frutales y 250 pies de morera.
Hacia mediados del siglo XIX Manuel Alvarez de Toledo pasó una convalecencia en el caserón situado al este de la finca y que sería posteriormente el primer edificio del colegio. A partir de esta estancia, la quinta pasó a llamarse Quinta del Recuerdo, como consecuencia del buen recuerdo que albergaba el duque de su estancia.
En 1879 tras intensas negociaciones el duque decidió ceder a la Compañía de Jesús la finca para servir de colegio, al igual que ya había hecho con otro terreno situado frente al mismo en el propio Chamartín de la Rosa cuando lo había cedido a las madres de la Sociedad del Sagrado Corazón para formar un colegio en la década de 1850. En esta última propiedad es donde se encontraba el conocido como Palacio Nuevo donde se alojó Napoleón Bonaparte.Este palacio nuevo se contrapone al viejo caserón situado en el límite este de la Quinta del Recuerdo y que era conocido como palacio viejo.

## Descripción
La finca tenía una extensión de cuatro  hectáreas, nueve áreas y cuatro centiáreas, un poco menor a los terrenos del actual colegio.
Como otras fincas o quintas de recreo, situadas en los alrededores de Madrid, la atención principal se había dedicado a los jardines. En la quinta los jardines se disponían a lo largo de tres terrazas de distinta altura, situadas en un eje norte sur al este de las cuales entre la segunda y tercera terraza inferiores se encontraba el caserón. Esta edificación contaba con dos alturas era de gustos sencillo y planta cuadrada con un gran patio central.
Cada plano de terrazas se separaba por una barandilla de hierro en la que se alternaban pilares de granito rematados por bolas, de acuerdo con el estilo heredado de Juan de Herrera. Además, en el muro de la segunda terraza se sitúan diferentes huecos en el muro de ladrillo, que indican que dentro de los mismos albergaban estatuas mitológicas, que fueron retiradas por los padres de la compañía al iniciarse las actividades de la quinta como colegio.
En la tercera terraza, la más inferior, se disponía un importante arbolado y contaba con un estanque. Esta parte del jardín se cerraba con tres torrecillas, hoy desaparecidas.
En la actualidad se conservan aún gran parte de las características estructurales de las tres terrazas, situándose en la segunda de estas la parte más importante de lo que fueron estos jardines.

### Individuales
1. ↑  Cortes de Castilla (1998). Actas de las Cortes de Castilla, publicadas por acuerdo del Congreso de los Diputados con la colaboración de la Real Academia de la Historia: Cortes de Madrid de 1660-1664. Comprende las actas de las sesiones celebradas desde el día 6 de septiembre de 1660 hasta el 30 de julio de 1661. Tomo LXI.. Volumen I. Real Academia de la Historia. p. 113. ISBN 978-84-89512-25-2. Consultado el 21 de marzo de 2024.
2. ↑  Barrionuevo, Jerónimo de (1894). «Enero de 1658». Avisos de Jerónimo de Barrionuevo (1654 - 1658) precede una noticia de la vida y escritos del autor por A. Paz y Mélia: IV. Consultado el 21 de marzo de 2024.
3. ↑  Revuelta González, Manuel, S.J. (15 de diciembre de 1984). La Compañía de Jesús en la España contemporánea: Tomo I: Supresión y reinstalación (1868-1883). Universidad Pontificia Comillas. Consultado el 12 de marzo de 2024.
4. ↑  Asociación Madrid Ciudadanía y Patrimonio (2017). «Chamartín, un lugar agrícola». Madrid Ciudadanía y Patrimonio.
5. ↑  Revuelta González, Manuel, S.J. (15 de diciembre de 1984). «Reorganización y fundación de los colegios». La Compañía de Jesús en la España contemporánea: Tomo I: Supresión y reinstalación (1868-1883). Universidad Pontificia Comillas. p. 827. Consultado el 12 de marzo de 2024.
6. ↑  Martínez García, Cristina Bienvenida (7 de febrero de 2023). «Los Jesuitas y los duques de Pastrana en el siglo XIX». Archivo Teológico Granadino (86): 109-154. ISSN 2695-4397. doi:10.47035/atg.2023.86.5173. Consultado el 12 de marzo de 2024.